# Crónica

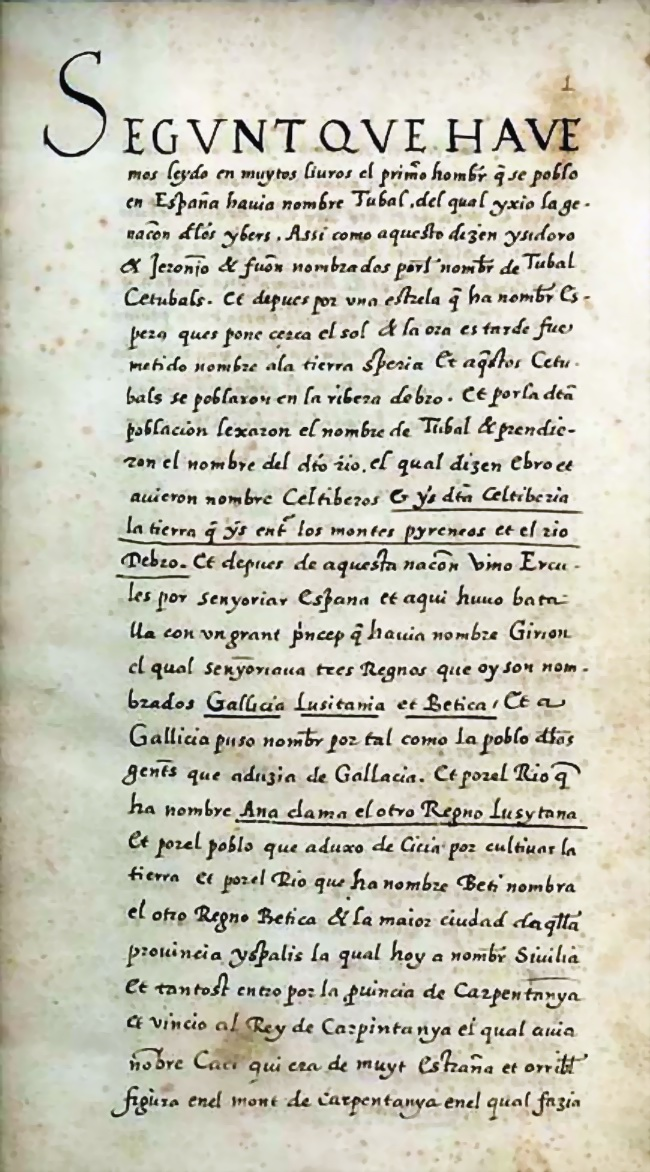
Crónica de San Juan de la Peña (fol. 1r).

Crónica es la denominación de un género literario que consiste en la recopilación de hechos históricos narrados en orden cronológico según los tiempos. La palabra viene del latín chronica, que a su vez se deriva del griego cronos.

## Características
Los hechos se narran según el orden cronológico en que ocurrieron, a menudo por testigos presenciales o contemporáneos, ya sea en primera o en tercera persona. En la crónica se utiliza un lenguaje sencillo, directo, muy personal y admite un lenguaje literario con uso reiterativo de adjetivos para hacer énfasis en las descripciones. Emplea verbos de acción y presenta referencias de espacio y tiempo. La crónica lleva cierto distanciamiento temporal a lo que se le llama escritos históricos.
La literatura cronística no tiene el rigor metodológico de la historiografía científica, sus pretensiones son otras muy distintas, por lo que su utilización como fuente historiográfica se hace con la prevención necesaria por los historiadores; como hacen aquí al calificar la Crónica de Alfonso III:

... es más extensa y detenida y su caudal de datos y noticias, por lo que hace al período comprendido entre Wamba y Ordoño I, mucho mayor que el de la misérrima Albeldense. Sin embargo, ¿quiere esto decir que nos hallamos en presencia de un relato escrito al por menor, puntual, lleno de vida y colorido de la historia de Asturias? No. Por desgracia, se trata de un pobre cronicón, inspirado en la tradición isidoriana, en el que se recoge una mínima cantidad de sucesos y no siempre los más importantes; se narran en su mayoría descarnadamente, sin aclaraciones ni detalles, con el menor número de palabras y sin concretar las fechas en que ocurrieron, ni fijar su enlace con los acontecimientos inmediatos. Como todas las crónicas hispano-cristianas de tiempos posteriores, es una mera colección de biografías reales; de igual modo que los textos históricos de la Europa de aquellos siglos, da cabida en sus páginas al milagro, y de análoga manera que la mayoría de las historias árabes, ensalza hasta la hipérbole las victorias y calla o disimula las derrotas.

Los propios cronistas dejaron constancia de tales limitaciones:

... las crónicas se escriben por mandado de los Reyes e Príncipes; e por los complacer e lisonjear, o por temor de los enojar, los escritores escriben más lo que les mandan o lo que creen que les agradará, que la verdad del hecho como pasó.
Fernán Pérez de Guzmán, Generaciones y semblanzas

## Crónicas y crónicas universales
En la Edad Media y el Renacimiento, la utilización de los términos «anales», «crónicas» e «historias» es ambigua, equívoca y, en la práctica, intercambiable.
Propiamente, los anales únicamente distinguen los hechos año por año, mientras que las crónicas son registros históricos en los que los hechos son simplemente registrados en el orden de su sucesión por un autor que es al menos en parte contemporáneo de los hechos que registra. El género de la crónica universal surge de la necesidad de introducir en el relato cronístico los orígenes del mundo y el hombre según la Biblia, continuando con la historia del pueblo elegido hasta el nacimiento, vida, muerte y resurrección de Cristo y el surgimiento y expansión del cristianismo; además procura establecer sincronismos entre la cronología bíblica y las de los imperios antiguos, la de Grecia (arcontes de Atenas) y la de Roma (fasti consulares).

### Crónica general y crónica particular
Las crónicas que no tenían un propósito general, sino que se limitaban a reseñar cronológicamente los acontecimientos destacables de un personaje concreto, reciben a veces el nombre de crónicas particulares, con lo que se identifican con el género biográfico. Crónica particular es, por ejemplo, la de Pero Niño, llamada El Victorial (ca. 1463). También una de las múltiples obras sobre el Cid se denomina Crónica particular de el Cid (1512 y ediciones posteriores).

## Género periodístico
Las crónicas son también un género periodístico. Se las clasifica como «amarillas» o «blancas» según su contenido. Las amarillas tienen material más subjetivo y generalmente la voz autorizada es una persona o ciudadano común; las blancas usan material más objetivo y la voz autorizada es, generalmente, la autoridad, un profesional, etcétera.

## La crónica histórica
Se entiende por crónica la historia detallada de un país o región, de una localidad, de una época, de un hombre o de un acontecimiento en general, escrita por un testigo ocular o por un contemporáneo que ha registrado, sin comentarios, todos los pormenores que ha visto, y aun todos los que le han sido transmitidos. Tales son por ejemplo, las crónicas latinas de Flodoardo, canónigo de Reims, y de Guillermo de Nangis y las crónicas francesas de Froissart y de Enguerrand de Monstrelet. De todos los países europeos, los más ricos en crónicas son Francia, España, Italia e Inglaterra.

En los primeros siglos de nuestra era fue cuando empezó a usarse la palabra crónica o cronicón para designar cierto género de composición histórica, es decir una historia redactada según el orden y sucesión de los tiempos; historia de un país, de una provincia, de una época, etcétera.
Entre todos los pueblos de la Europa moderna se encuentran desde el siglo V al XV cierto número de escritores, monjes la mayor parte de ellos, que han dejado crónicas de diferentes géneros en latín o lengua vulgar. En ellas se contaba los orígenes de una nación o la historia de una familia ilustre o de una época notable.
...

Ocupan el primer lugar no por su interés sino por su fecha remota aquellas crónicas latinas, secas y descoloridas, donde se ha consignado los acontecimientos sin comentarios y sin pormenores. La relación de un eclipse de sol o una lluvia de granizo ocupan tanto lugar como la de una batalla o la de un cambio de dinastía. Estas crónicas breves y redactadas por monjes llevan el nombre del lugar donde fueron escritas o el de aquel donde se descubrieron.